# Rosario de la Peña y Llerena
Rosario de la Peña (Ciudad de México 24 de abril de 1847-24 de agosto de 1924) fue la mujer a quien el poeta suicida Manuel Acuña dedicó su célebre poema "Nocturno". El texto no se titula "Nocturno a Rosario", sino tan sólo "Nocturno"; en la línea siguiente aparecen las dos palabras que causaran uno de los escándalos romántico-literarios más grandes de todos los tiempos en México y el mundo hispanohablante: "A Rosario", escribió el joven bardo.

## Papel en la literatura mexicana
Tanto material como formalmente, de la Peña juega un papel muy destacado en la literatura mexicana pero no por sus producciones, sino por su animación al grupo que lideró la cultura mexicana a fines del siglo XIX. Eso materialmente. En cuanto a lo formal, es la musa de aquel poema, favorito tradicional de los lectores de poesía, que ha visto la luz de tres siglos y sigue cautivando, aunque menos a un gusto ya postmoderno.

## Anfitriona de  tertulias literarias
Don Juan de la Peña acogió en su hogar a los intelectuales más destacados de la época, mas la presencia de su hija Rosario como alma de las reuniones es verdaderamente lo que ha trascendido y no la figura del acaudalado dueño de la mansión.
Escritores todos, iban a leer complacidos a esa casa sus trabajos; la presentación finalizaba entre aplausos y las observaciones de los autorizados oyentes. Pensemos en todas las figuras de los últimos treinta años del siglo XIX, y difícilmente encontraremos alguna que no haya acudido a esas auténticas tertulias. También los extranjeros tuvieron cabida, como ocurrió con José Martí, no sólo en el intercambio literario, sino en la subyugación que al parecer sin remedio les provocaba De la Peña.
Aquella residencia-foro literario figura además en la historia porque se ha dicho que Juan de Dios Peza despide a sus puertas a Acuña, habiendo recibido el "Nocturno". No fue así. Peza sí escribió que dejó a su amigo en una casa que, en efecto, se encontraba en la calle Santa Isabel, donde se domiciliara Rosario, mas no dice que casa de ella. Continuó  asentando Peza que el poema dedicado a Rosario fue conocido del círculo del poeta meses atrás. Acordaron, en fin, verse al día siguiente a la una de la tarde: “Si tardas un minuto más (…) me iré sin verte”, le dijo con toda claridad Manuel… y así fue.

## Manuel Acuña
La personalidad de Acuña es de lo más compleja. El talento, indiscutible. A su corta edad se contaba ya con pleno derecho entre los buenos escritores mexicanos y se esperaba mucho más de él. Su "Ante un cadáver" es considerado el mejor poema mexicano del siglo XIX. Y más medallas: en cuanto a fama, el "Nocturno" es el más alto, quizá, de todos los tiempos.
Atormentado vivió y murió el escritor; pero además contradictorio: afligido por sus estrecheces económicas, padre de un hijo que apenas le sobrevivió unas semanas,  jovial al grado de ser el centro de su grupo de amigos, magnánimo, y temeroso de Dios por lo que –dijo– había pospuesto el poner fin a su vida. Murió a los 24 años de edad.

## Rosario y Manuel
Quienes conocieron a Rosario se desbordaron en alabanzas, describieron uno a uno sus encantos físicos, de actitud, de maneras hacia los demás. Verdadera musa, inspiró poesía. 
Con todo, nunca correspondió a Manuel Acuña. ¿Por conocer sus aventuras?, ¿por lo contrastante  de sus recursos económicos? No sabemos la respuesta de ambas preguntas, lo que sí conocemos es que vivió por años con otro poeta más mujeriego que ninguno de la época, Manuel M. Flores, quien habría de morir muy disminuido por enfermedades.
En una célebre entrevista Rosario desmintió por completo la leyenda fatal que la sitúa como quien provocara el suicidio del bardo.
Al morir, con 77 años de edad, ya se hallaba sola.